# مهران موسوي
سيد مهران موسوي (بالفارسية: سید مهران موسوی)؛ هو لاعب كرة قدم إيراني من مواليد 20 أبريل 1991، يلعب مع نادي فولاد خوزستان في دوري المحترفين الإيراني.